# Santa Isabel (Península de Paria)
Santa Isabel es un pueblo del Estado Sucre, Venezuela, tiene una población de aproximadamente 30 habitantes, se eleva cerca de 40 metros sobre el nivel del mar. se encuentra en la Parroquia Antonio José de Sucre - Península de Paria en el Municipio Arismendi.  La mayor parte de la superficie está compuesta por un terreno montañoso con valles y algunos pequeños ríos que fluyen hacia el mar. esta ampliamente cubierto por selva tropical .